# L
L oder l (gesprochen: [ʔɛl]) ist der elfte Buchstabe des klassischen und der zwölfte Buchstabe des modernen lateinischen Alphabets. Er ist in den meisten Sprachen ein Konsonant.
Der Buchstabe L hat in deutschen Texten eine durchschnittliche Häufigkeit von 3,44 %.
Er ist damit der elfthäufigste Buchstabe in deutschen Texten.

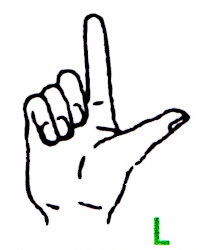
Buchstabe L im Fingeralphabet

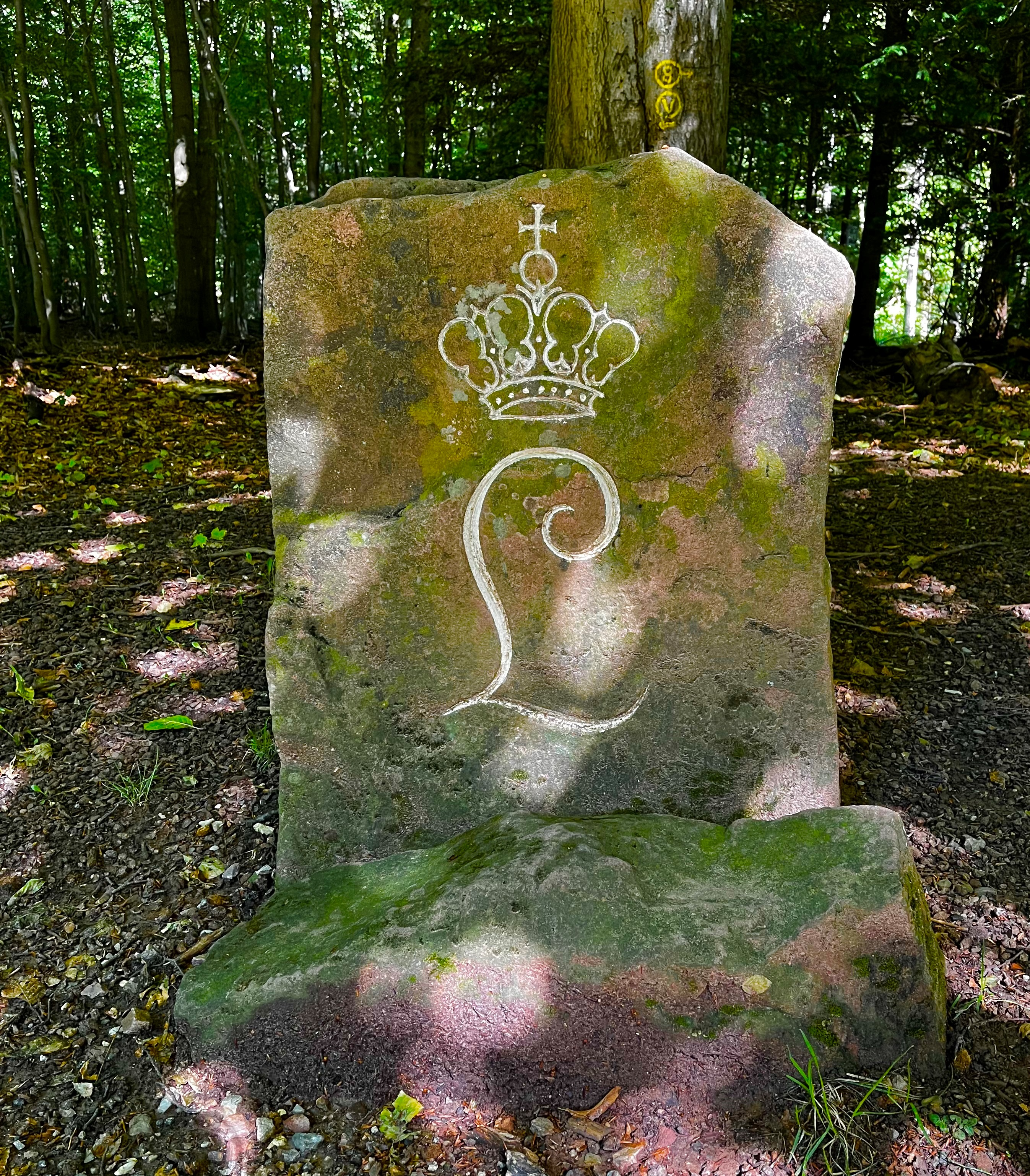
Initiale L auf dem Leopoldstein in Heidelberg.

Das Fingeralphabet für Gehörlose und Schwerhörige stellt den Buchstaben L dar, indem die Handfläche vom Körper weg zeigt, der Zeigefinger nach oben und der Daumen nach links weist.
Die restlichen Finger liegen auf der Handfläche.

## Aussprache
L ist ein tönender Gleite- oder Fließlaut (eine Liquida), ein Sonorant und als solcher so nahe mit den Vokalen verwandt, dass er sogar wie ein Vokal silbenbildend auftreten kann, beispielsweise in dem deutschen Wort Handel (sprich handl). Im Bairischen wird es auch so geschrieben: z. B. Seidl. Man kann je nach Stellung der Zunge Folgendes unterscheiden:
- Das dentale oder alveolare l ist im Deutschen und den meisten Sprachen die gewöhnlichste Art des l. Wie das entsprechende r wird es einfach durch Anlegung der Zungenspitze an das hintere Zahnfleisch der Oberzähne (Zahnfächern) gebildet. Man kann zwischen einem hellen und einem dunklen l unterscheiden. Ein helles l entsteht durch Palatalisierung, während ein dunkles l durch Velarisierung gebildet werden kann.
- Das dorsale oder mouillierte l wird durch Annäherung des Zungenrückens an den harten Gaumen mit gleichzeitiger Herabbiegung der Zungenspitze gebildet, ihm tönt ein j nach. Dieses l findet sich im Spanischen als ll (beispielsweise in Melilla oder in Llano), im Italienischen als gl, im Portugiesischen als lh. Im Slawischen entspricht dieser Laut der weichen Variante des Lautes l.

Allen Arten des „l“ ist gemeinsam, dass die Zungenspitze den Mund nach vorne zu in der Mitte absperrt, genau wie bei der Bildung von „d“ und „t“, während die Luft seitwärts an den beiden Wangen entlang vorbeistreicht.
Im Sanskrit gibt es ein besonderes Zeichen für das vokalische l, auch in der tschechischen Sprache kommt l als Vokal vor.
Die Sonderform im Wienerischen Dialekt ist das Meidlinger L.

## Herkunft
| Ochsenknittel (protosinaitisch) | Phönizisches Lamed | Griechisches Lambda | Etruskisches L | Lateinisches L |
| Ochsenknittel (protosinaitisch) | Phönizisches Lamed | Griechisches Lambda | Etruskisches L | Lateinisches L |

In der protosinaitischen Schrift stellt der Buchstabe einen Ochsenknittel dar – einen mit Stacheln versehenen Stock, mit dem Ochsen angetrieben wurden. Daraus entwickelte sich im phönizischen Alphabet das Lamed (Ochsenknittel), das für den Lautwert [l] stand.
In das griechische Alphabet wurde das Lamed als Lambda übernommen und hatte ebenfalls den Lautwert [l]. Zu Beginn wurde das Lambda noch sehr ähnlich dem Lamed gezeichnet, als Strich mit Ansatz, bis zum klassischen Griechisch entwickelte sich daraus dann die Dach-Form des heutigen Lambda.
Die Etrusker übernahmen von den Griechen noch die archaische Form mit Ansatz und verwendeten sie weiter. Diese Form wurde auch von den Römern übernommen. Nachdem die Schreibrichtung des Lateinischen wechselte, wurde das L nach rechts orientiert, ansonsten aber ohne Änderungen beibehalten.

## Typografie

Kleines l in Schreibschrift (ℓ)

Das kleine l ist als Buchstabe problematisch, da es leicht mit anderen Zeichen verwechselt werden kann. In Sansserif-Schriftarten wie Helvetica oder Arial ähnelt es dem großen i (I), ist jedoch höher und schmaler, was allerdings auf Bildschirmen meist nicht darstellbar bzw. wahrnehmbar ist. In Schreibmaschinenschriftarten hingegen besteht eine Verwechslungsgefahr mit der Eins (1). Insbesondere bei der Mischung von Zahlen und Buchstaben ist dies virulent, namentlich dann, wenn das kleine l als Abkürzung für Liter verwendet wird. Ebenso besteht Verwechslungsgefahr mit dem senkrechten Strich (|). Daher empfiehlt sich die Verwendung eines speziellen Literzeichens in der Form eines Schreibschrift-l (ℓ) oder des großen L. Auf manchen älteren Schreibmaschinen wurde aus der Not eine Tugend gemacht und der Einsparung von Typen wegen die 1 ganz weggelassen; sie wird ersetzt durch das kleine l.
Nach einfachem oder auch doppeltem kleinen f wird das kleine l gerne zu einer Ligatur verschmolzen.

## Zitat
„… ein laut der mit l und den nasalen m und n zusammen die gruppe der flüssigen (semivocales) bildet. es ist die jüngere modification des r-lautes, weshalb wir sehen, dasz ihm in den urverwandten sprachen theils, und zwar in der europäischen gruppe derselben, ein l, theils, in den asiatischen gliedern, die hier den ältern laut bewahrten, vielfach ein r entspricht…“